# Lagynochthonius irmleri
Lagynochthonius irmleri är en spindeldjursart som först beskrevs av Volker Mahnert 1979.  Lagynochthonius irmleri ingår i släktet Lagynochthonius och familjen käkklokrypare. Inga underarter finns listade i Catalogue of Life.